# Żygowice
Żygowice – śródleśna osada kociewska w Polsce położona w województwie pomorskim, w powiecie starogardzkim, w gminie Starogard Gdański w kierunku północnym od Starogardu Gdańskiego na północnym krańcu Lasu Szpęgawskiego i nad południowym brzegiem jeziora Żygowice.
W latach 1975–1998 miejscowość administracyjnie należała do województwa gdańskiego.